# De Hoop (Stiens)
De windmolen De Hoop is een stellingmolen in Stiens, dat deel uitmaakt van de Nederlandse gemeente Leeuwarden.
De molen werd in 1853 gebouwd als vervanger van een kleiner exemplaar dat er nog maar een paar jaar had gestaan. Er werd opeenvolgend door diverse eigenaren gemalen tot de molen in 1922 gesloopt werd. Daarna heeft de onderbouw jarenlang gediend als opslag voor hij gekocht werd door de gemeente Leeuwarderadeel die de molen in 1978 opnieuw liet opbouwen. In 1980 is de molen verder ingericht met een graanreiniger, elevator, silo's en mengers en ging vanaf 23 april op commerciële basis malen voor een groep bakkers uit Friesland tot op nieuwjaarsdag 1992 de molen door vuurwerk afbrandde. De betrokken verzekeringsmaatschappijen en de gemeente werden het snel eens over herbouw zodat de molen in april 1993 alweer in bedrijf genomen kon worden. Men had meteen de kans gegrepen om het maalbedrijf te verbeteren en moderniseren. Helaas veranderde de meelmarkt snel en bleek het niet meer winstgevend om de molen in bedrijf te houden zodat deze rond 2000 stilviel. In 2004 heeft een groep vrijwillig molenaars het initiatief genomen en Stichting Molen de Hoop opgericht om zo weer te zorgen dat de molen weer op regelmatige basis kan draaien en malen. De molen wordt nu wekelijks bediend door een groep vrijwillige molenaars.
De molen is in gebruik als korenmolen en heeft twee koppel maalstenen en een elektrisch aangedreven maalstoel. Daarnaast is er een elektrisch aangedreven luiwerk, een kettingelevator en een automatische bloemmengerij in een nautamixer. Het stof wordt via een centrale stofafzuiging verwijderd. Voor opslag is er een meelbunker met een capaciteit van vijf ton. Vroeger werd het hele maalproces computergestuurd, maar dit is nu buiten gebruik.
De binnenroede van het wiekenkruis heeft Van Bussel-neuzen met Ten Havekleppen en de buitenroede heeft het Fauelsysteem met remkleppen. De roeden zijn in 1992 gemaakt door de firma Groot Wesseldijk. De binnenroede heeft nummer 41 en de buitenroede nummer 42. De gietijzeren bovenas met nummer 47 is in 1992 gegoten door Gieterij Hardinxveld. De molen heeft voor het op de wind zetten van het gevlucht een neutenkruiwerk met 16 neuten, dat wordt bediend met een kruilier met rondgaande ketting. De molen heeft voor het vangen (remmen) een stalen bandvang om het bovenwiel. De vang wordt bediend met een wipstok.
Boven de toegangsdeur hangt een afbeelding het Ambachtelijk Korenmolenaars Gilde. Op de begane grond is een winkeltje voor molenbloem en broodbak producten. De molen is elke zaterdag van 10:00 tot 13:00 open voor het publiek. Eigenaar van de molen is de gemeente Leeuwarden.
De molen heeft de status gemeentelijk monument.

## Overbrengingen
- De overbrengingsverhoudingen van de door de wind aangedreven maalkoppels zijn 1 : 6,31 en 6,55.
- Het bovenwiel heeft 65 kammen en de bonkelaar heeft 32 kammen. De koningsspil draait hierdoor 2,03 keer sneller dan de bovenas. De steek, de afstand tussen de kammen, is 12,1 cm.
- Het spoorwiel heeft 87 kammen en de steenrondsels 28 respectievelijk 27 staven. De steenrondsels draaien hierdoor 3,11 respectievelijk 3,22 keer sneller dan de koningsspil en 6,31 respectievelijk 6,55 keer sneller dan de bovenas. De steek is 9,5 cm.

## Afbeeldingen

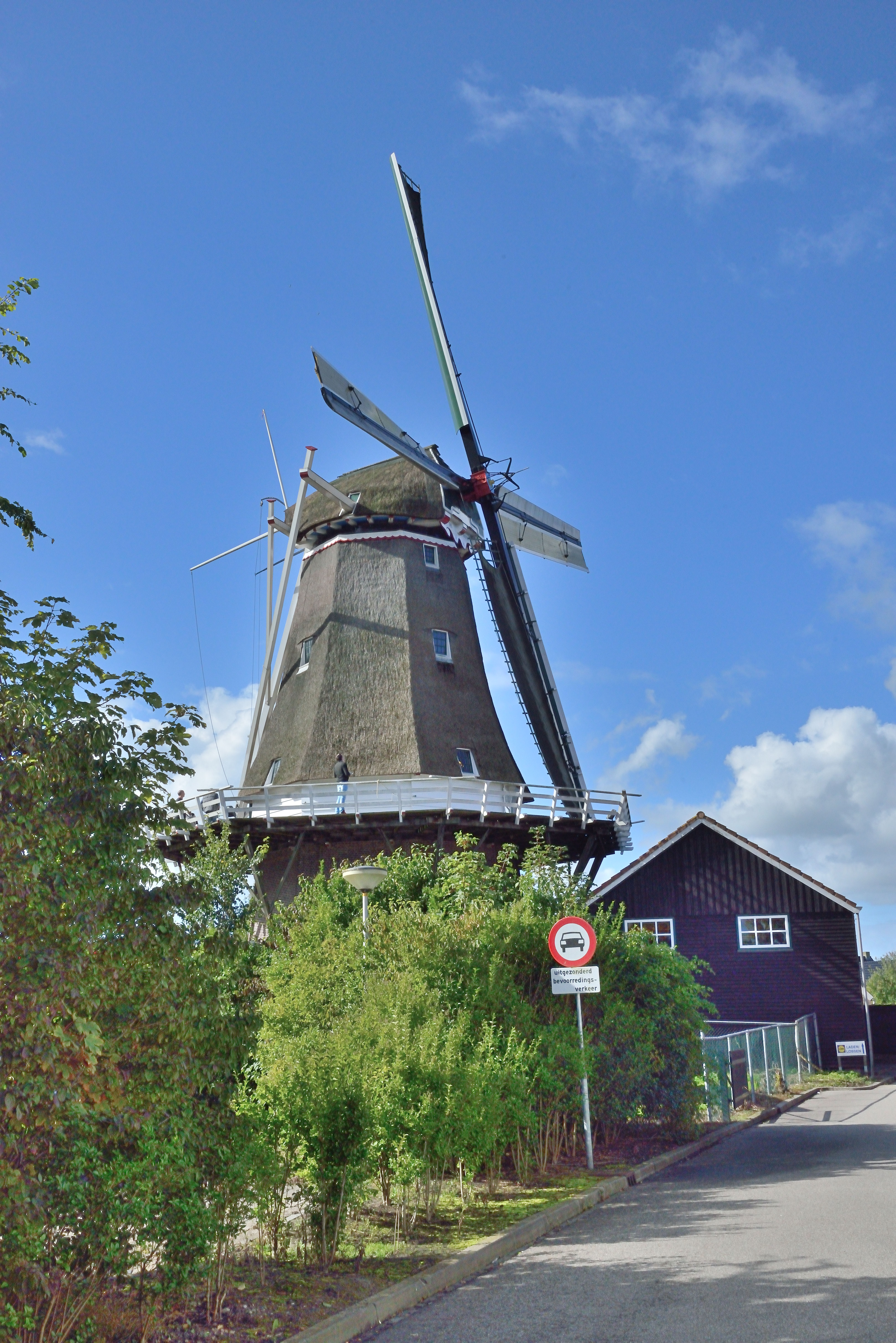
September 2015
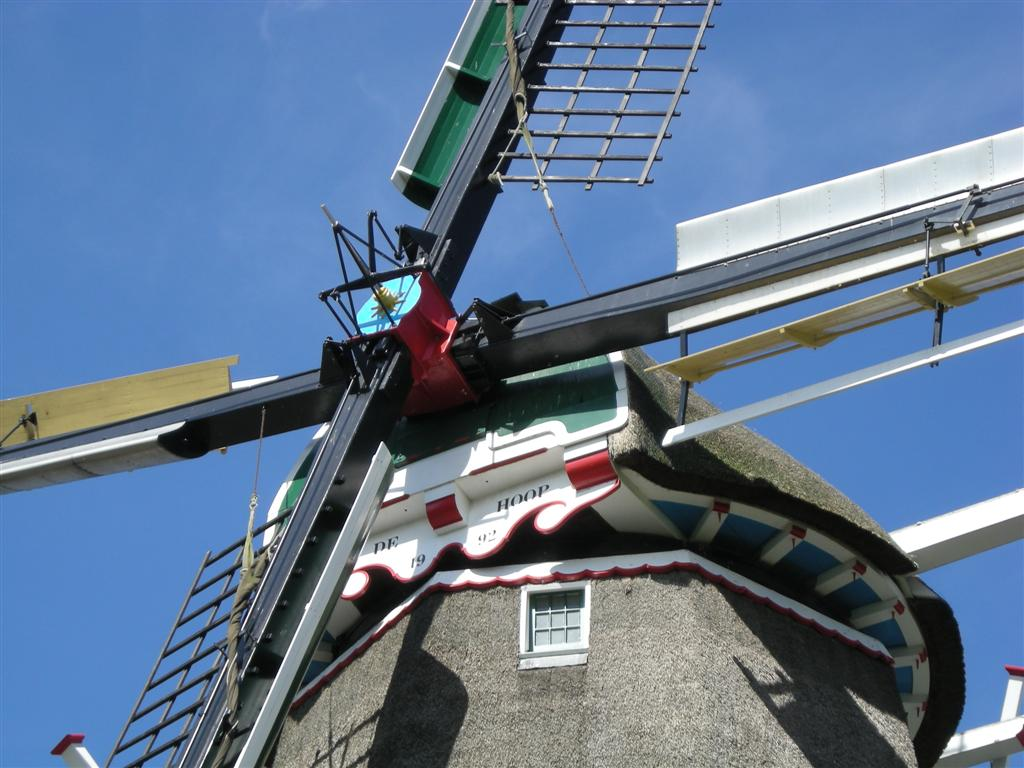
Gevlucht
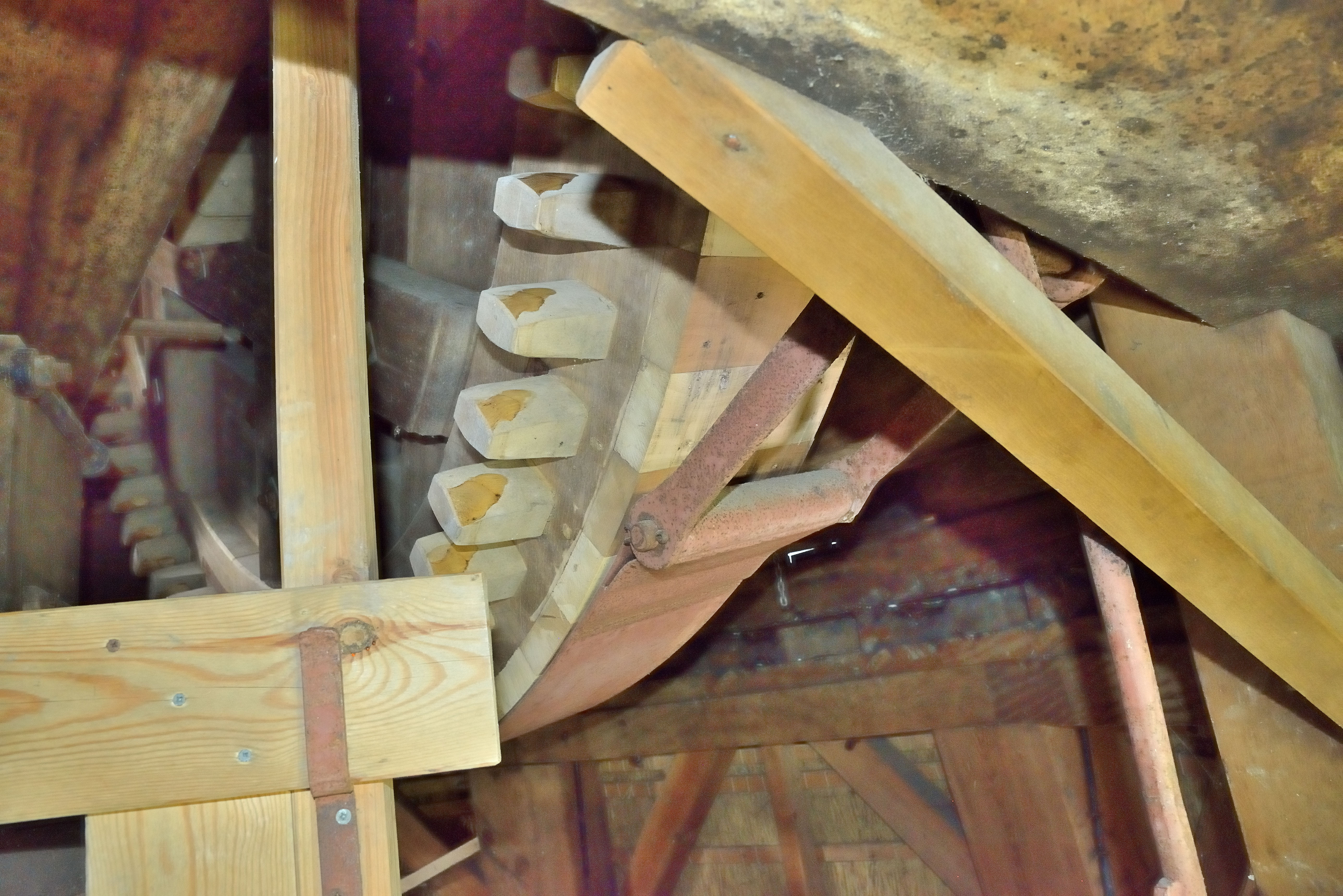
IJzeren bandvang
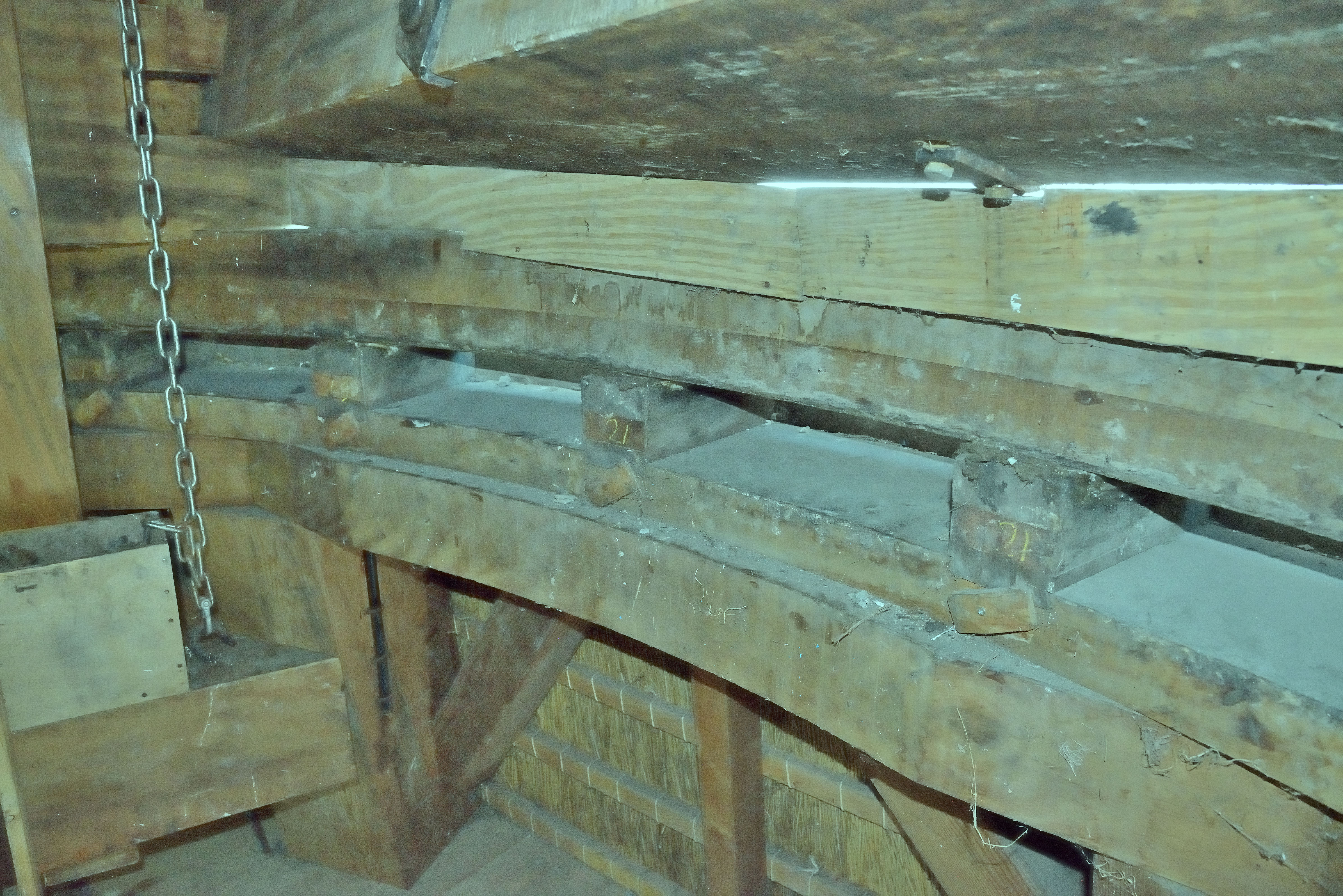
Kruineuten
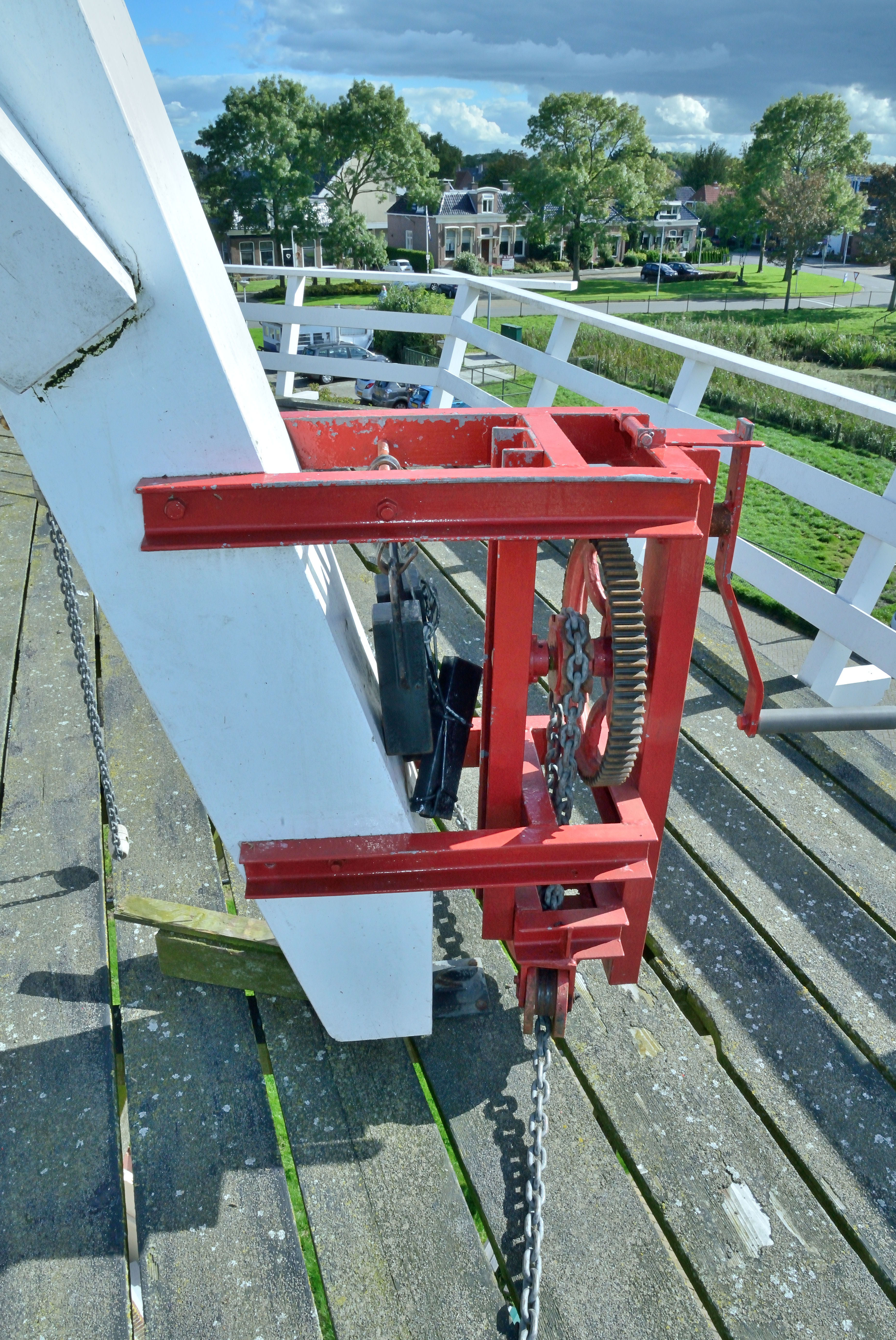
Kruilier met rondgaande ketting
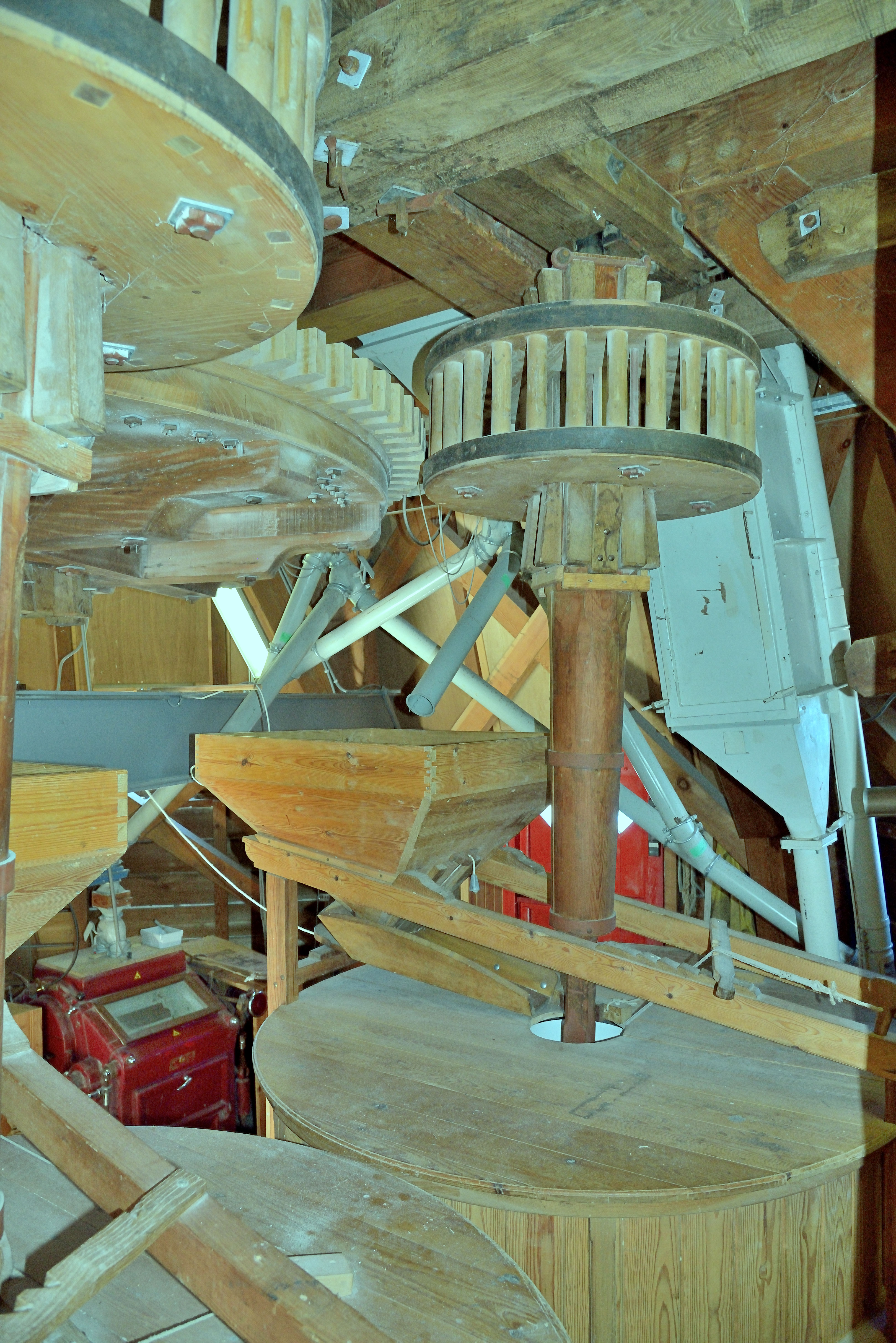
Maalkoppels
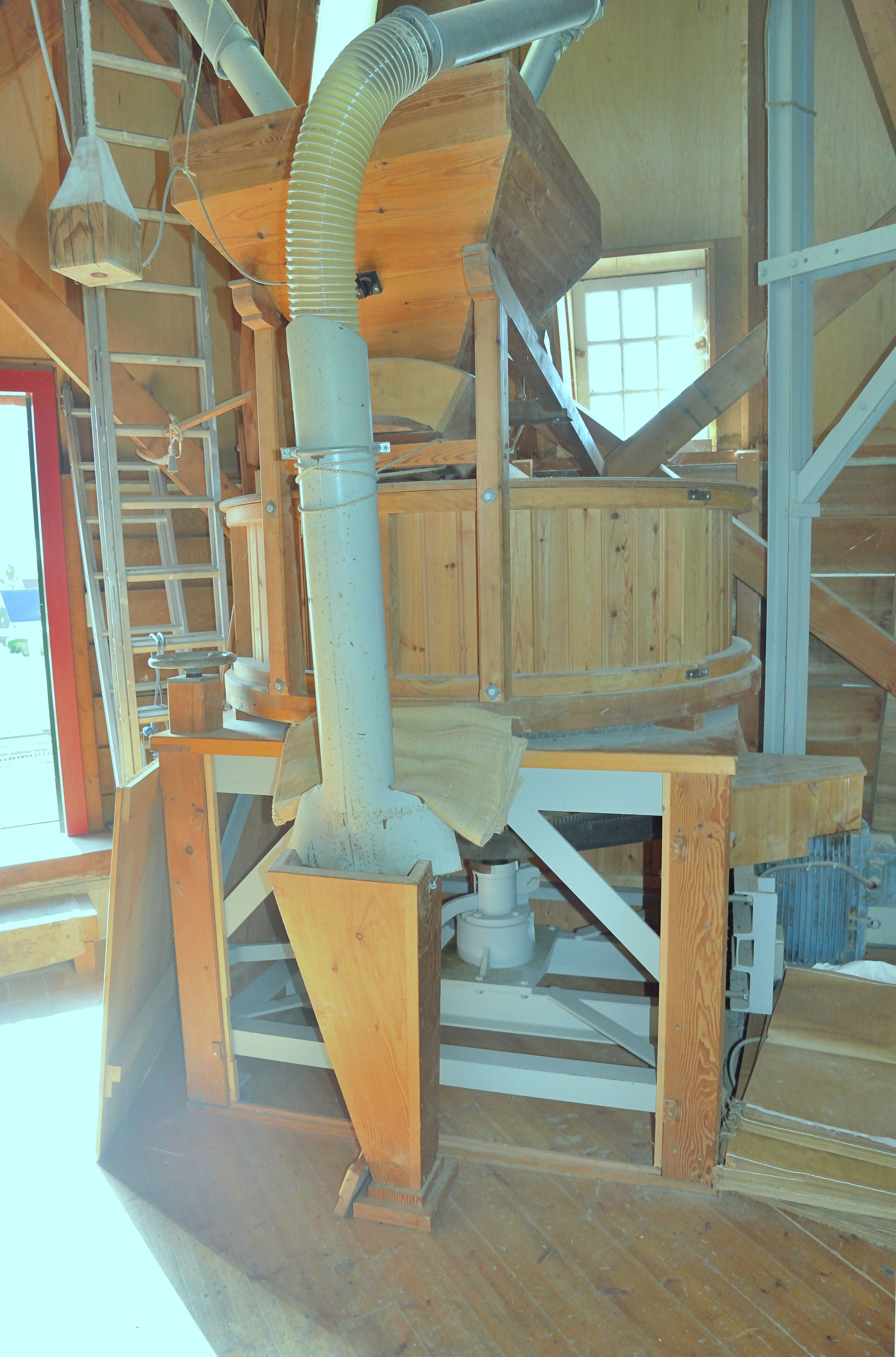
Maalstoel
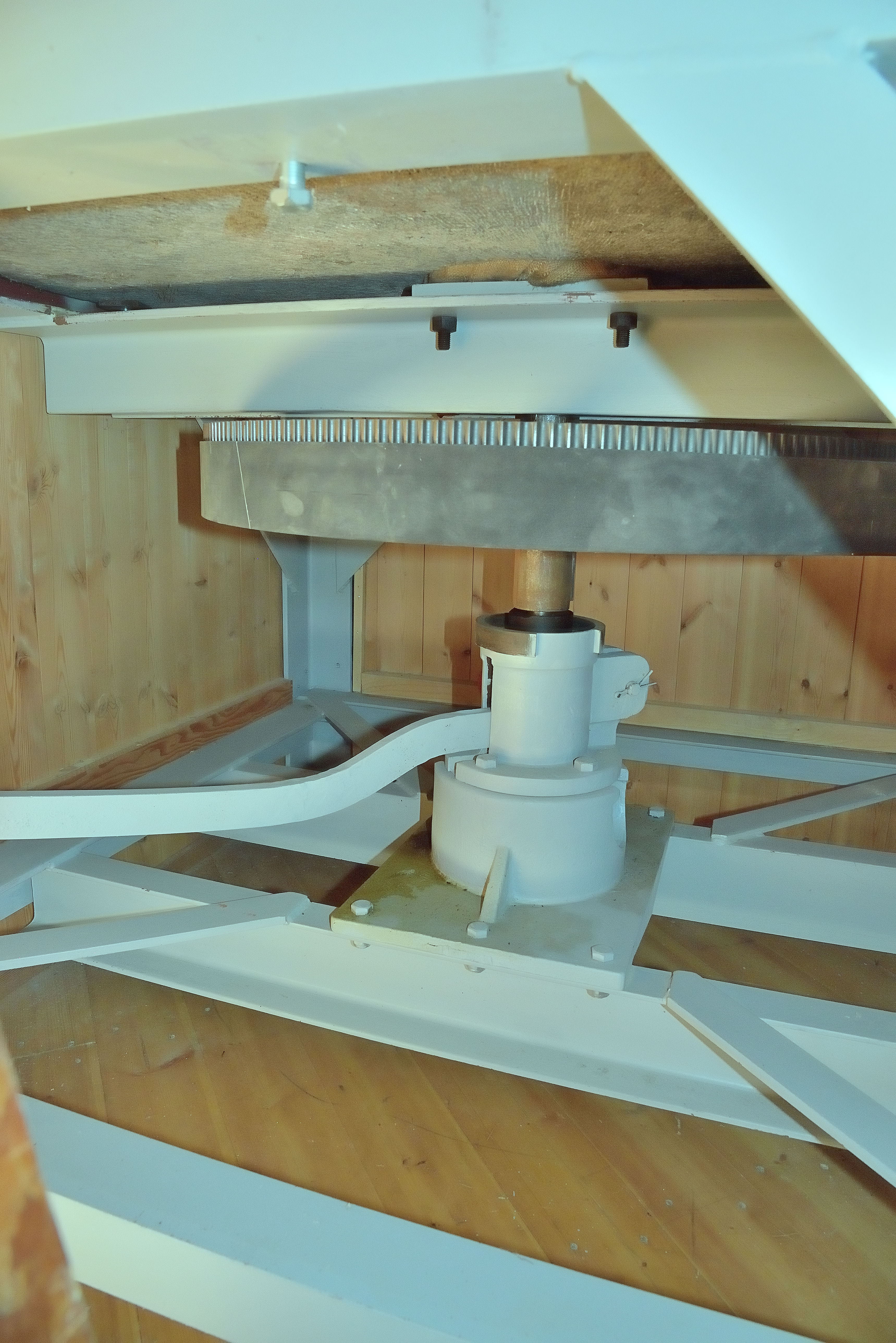
Aandrijving maalstoel
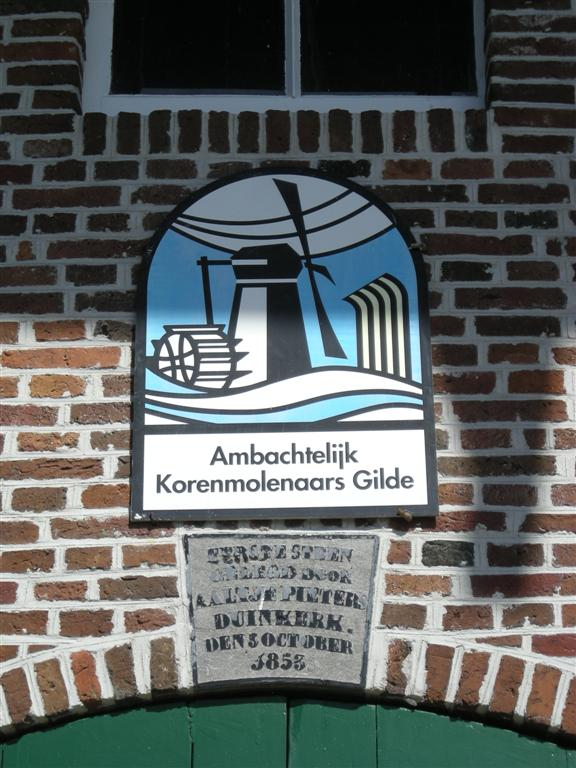
Eerste steen
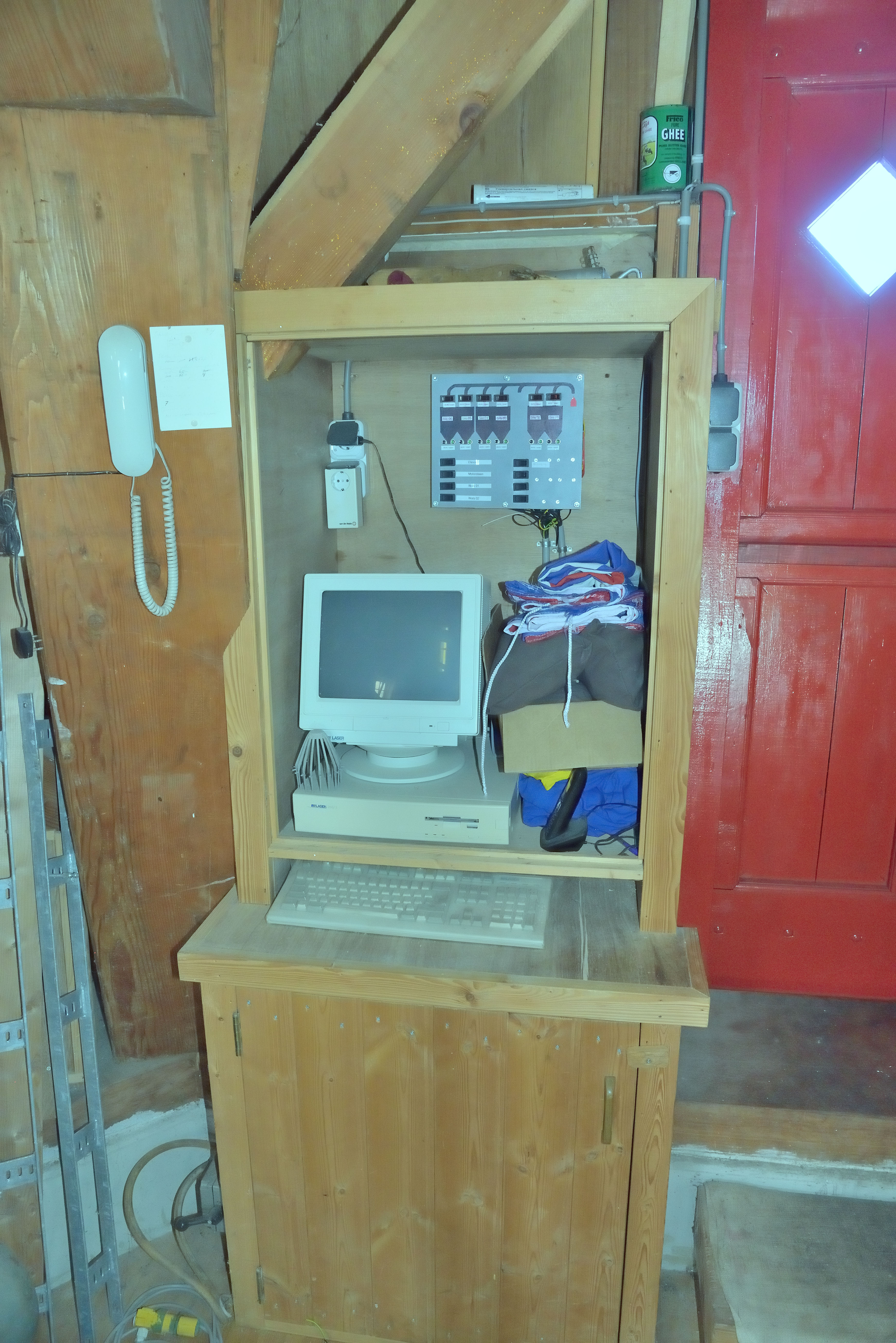
Computer gestuurd
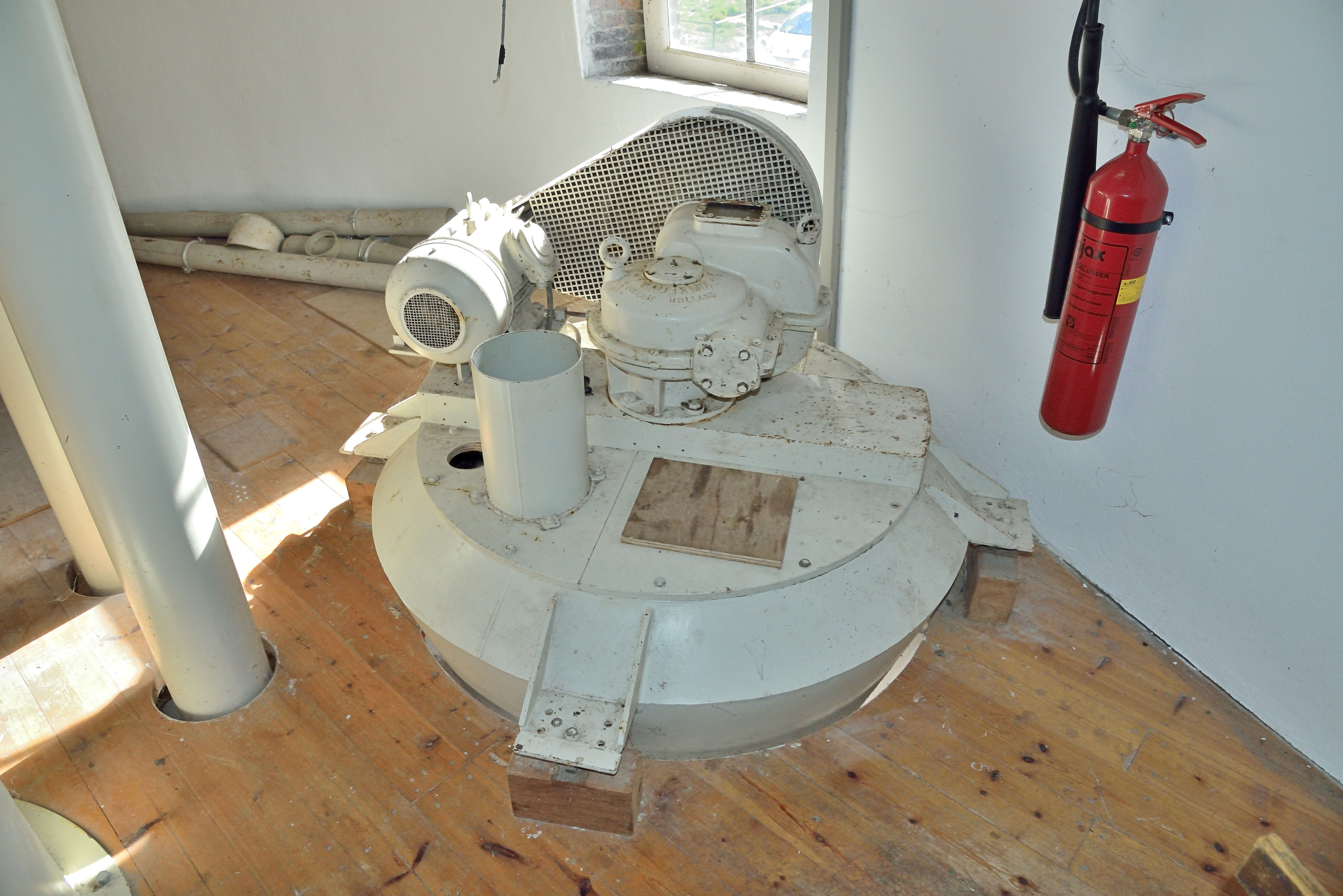
Bloemmixer
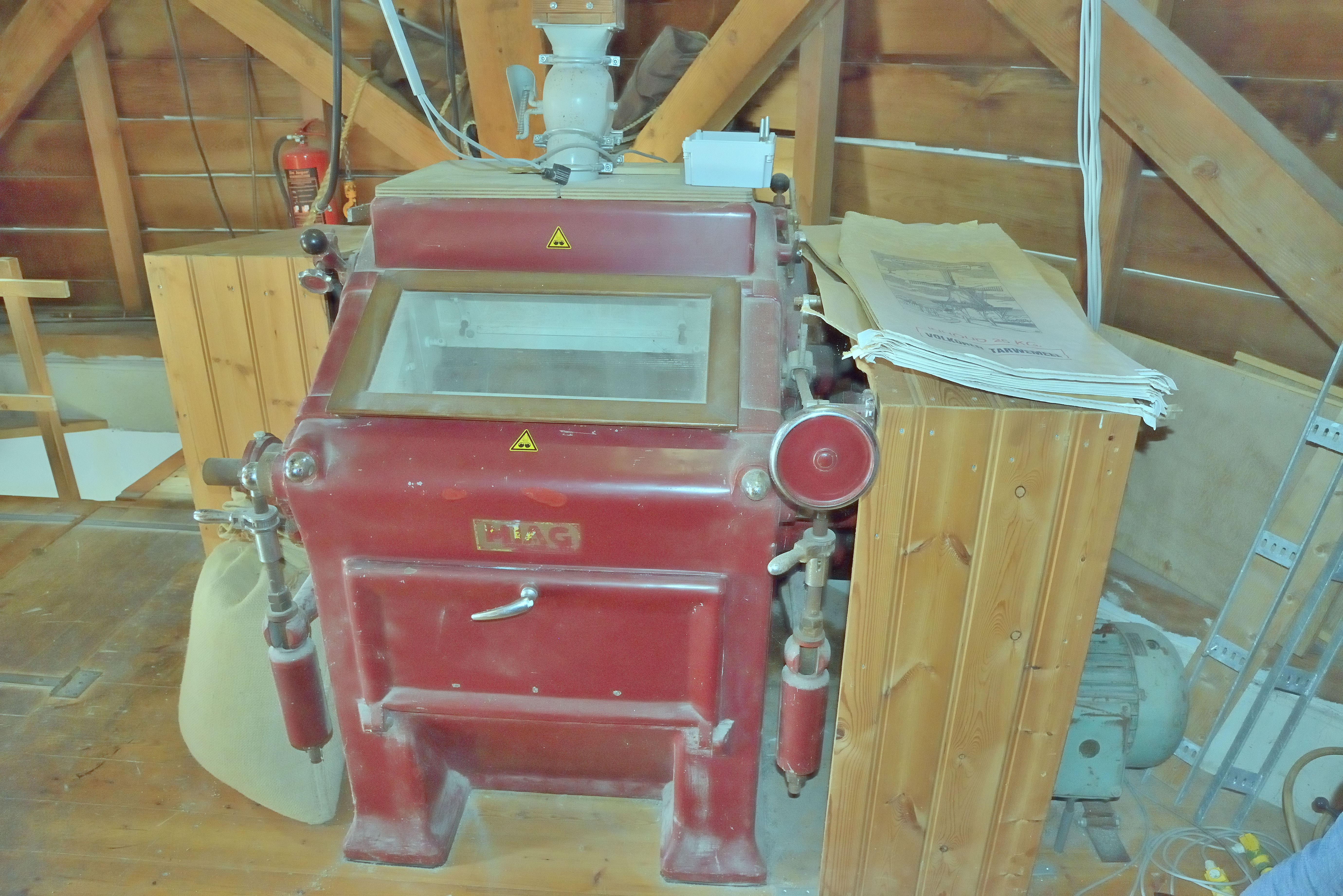
Walsenstoel